# Fidepromissio
Fideprommissio of fideprommitto was een jongere vorm (6e eeuw v.Chr.) van stipulatio, die volgde op de spondeo.
Deze overeenkomst is volledig gebaseerd op de wederzijdse fides ("trouw") van beiden partijen. Opvallend is ook dat de fidepromissio ook voor peregrini (niet-Romeinen) geldt (Gaius, Instituten III 93, 116, 120). Zowel de spondeo als de fideprommissio zijn vormen van mondelinge contracten (Gaius, III 119; dit wil zeggen dat ze niet volgens dezelfde regels als schriftelijke contracten moeten gebeuren). De schuld is niet overdraagbaar op erfgenamen (Gaius, III 120.).

## Referentie
- C. Édouard, art. Intercessio, in C. Daremberg - E. Saglio (edd.), Le Dictionnaire des Antiquités Grecques et Romaines, III.1, Parijs, 1900, pp. 551-552.